# Sant'Eusebio
Sant'Eusebio je římský kostel v rione Esquilino. Stojí v severním rohu Piazza Vittorio Emmanuele, blízko nádraží Termini. Je zasvěcen mučedníku ze 4. století – sv. Eusebiovi.

## Historie
Kostel je poprvé zmiňován na nápisu v katakombách Santi Marcellino e Pietro z roku 474. Je také zapsán v synodu papeže Symmacha z roku 499, jako Titulus Eusebii. Na základech římského domu byl patrně v polovině 5. století postaven kostel. Počátkem 13. století byla postavena zvonice a roku 1238 byl kostel po rekonstrukci opět vysvěcen papežem Řehořem IX. a zasvěcen sv. Eusebiovi a sv. Vincentovi. Románská stavba byla roku 1600 a znovu po roce 1750 přestavěna, románské sloupy nahradily pilíře a vzniklo současné průčelí s portikem.

## Popis
Trojlodní basilika s krátkou příční lodí a nízkou oválnou kopulí nad křížením. Barokní fasádu tvoří dvoupatrový portikus se šesti pilíři s dórskými hlavicemi, mezi okny v patře jsou hlavice iónské. Vnitřek je zaklenut valenou klenbou s rozsáhlou freskou z roku 1755, kterou vytvořil malíř Anton Raphael Mengs, rodák z Ústí nad Labem. Za hlavním oltářem jsou bohatě vyřezávané chórové lavice z roku 1587. Na severovýchodní straně je zvonice, jediný viditelný pozůstatek románské stavby.

## Tituláři
- Valentino (492-494)
- Probiano (494-?)
- Bono (590-?)
- Stefano (745-761)
- Teopempto (761-?)
- Luciano (827?-853)
- Lucino (o Luciano) (853-?)
- Robert (1088-1112)
- Roberto (1099- circa 1115)
- Giovanni (circa 1114-1121)
- Roberto (1121-1123
- Pietro (1130), pseudokardinál
- Robert Pullen (circa 1142-1146)
- Raniero (1165?-1178)
- Rogerio (o Ruggiero), O.S.B. (1178- circa 1184 nebo 1212 nebo 1221)
- Nicolas Caignet de Fréauville (1305-1323)
- Raymond de Mostuejouls (1327-1335)
- Etienne de Poissy (o Paris) (1368-1373)
- Guglielmo Sanseverino (1378)
- Francesco Moricotti Prignani (1378-1380)
- Aymeric de Magnac (1383-1385), pseudokardinál
- Amaury de Lautrec (1385-1390), pseudokardinál
- Alamanno Adimari (1411-1422), pseudokardinál
- Henry Beaufort Lancaster (1426-1447)
- Astorgio Agnensi (1448-1451)
- Richard Olivier de Longueil (1456-1470)
- Oliviero Carafa (1470-1476); in commendam (1476-1511)
- Pietro Accolti (1511-1523); in commendam (1523-1527)
- Benedetto Accolti (1527-1549)
- Francisco Mendoza de Bobadilla (1550-1566)
- Antonio Carafa (1568-1573)
- neobsazen (1573-1583)
- Antonio Carafa (1583-1584)
- Giulio Canani (1584-1591)
- neobsazen (1591-1596)
- Camillo Borghese (1596-1599)
- Arnaud d'Ossat (1599-1604)
- Ferdinando Taverna (1604-1619)
- Jean de Bonsi (1621)
- Marco Antonio Gozzadini (1621-1623)
- Lucio Sanseverino (1623) (?)
- Giacomo Cavalieri (1626-1629)
- Giovanni Battista Pamphili (1630-1644)
- Girolamo Grimaldi (1644-1655)
- Nicolò Guidi di Bagno (1657-1663)
- neobsazen (1663-1668)
- Paolo Emilio Rondinini (1668)
- Carlo Gualterio (1669-1673)
- Camillo Massimo (1673-1676)
- neobsazen (1676-1689)
- Piero Bonsi (1689-1703)
- Francesco Martelli (1706-1717)
- Imre Csáky (1721-1732)
- Pompeo Aldrovandi (1734-1752)
- Enrico Enriquez (1754-1756)
- neobsazen (1756-1762)
- Jean-François-Joseph de Rochechouard de Faudoas (1762-1777)
- Guglielmo Pallotta (1777-1782)
- Giovanni Andrea Archetti (1785-1800)
- Giuseppe Firrao (1801-1830)
- Paolo Polidori (1834-1839)
- 1839 až 1877 nebyl kostel titulárním
- Jan Rudolf Kutschker (1877-1881)
- Domenico Agostini (1882-1886)
- Cölestin Josef Ganglbauer, O.S.B. (1886-1889)
- Joseph-Alfred Foulon (1889-1893)
- Benito Sanz y Forés (1893-1895)
- Antonio María Cascajares y Azara (1896-1898)
- Agostino Richelmy (1899-1911)
- Ján Černoch (1914-1927)
- Carlo Dalmazio Minoretti (1929-1938)
- Juan Gualberto Guevara (1946-1954)
- Franz König (1958-2004)
- Vacante (2004-2007)
- Daniel Nicholas DiNardo (od 2007)

## Galerie

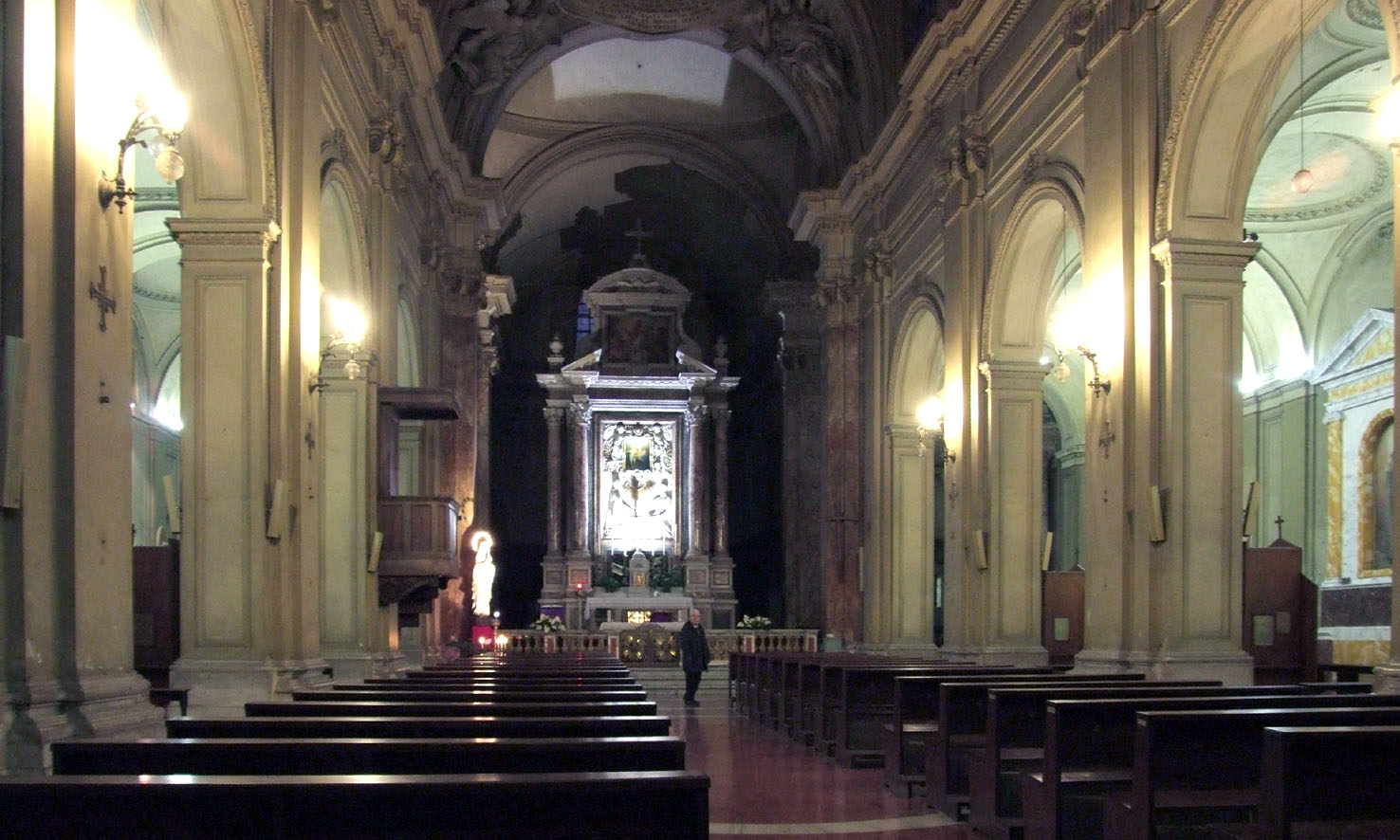
Interiér
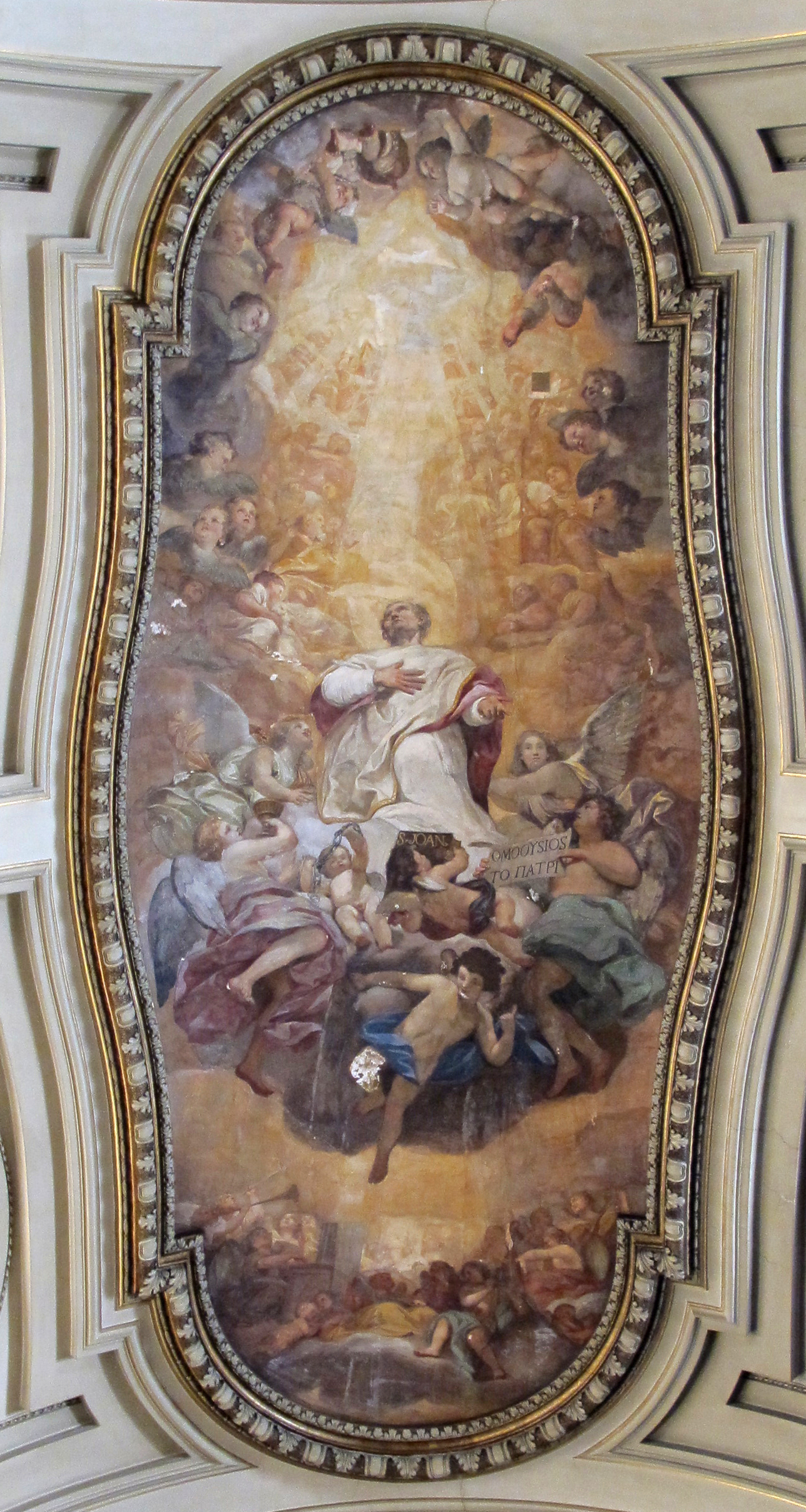
Oslava sv. Eusebia (A. R. Mengs, 1755)